# Hamao
Hamao（はまお）は、日本の漫画家、イラストレーター。男性。
主に成人向け漫画雑誌やライトノベルの挿絵等で活躍する。

## 作品リスト

### 漫画
成人向け
1. 『スイーツスウェット』[1] 2013年1月31日発売[2]、ワニマガジン社〈ワニマガジンコミックススペシャル〉、ISBN 978-4-86269-232-0
  - 三人の姫様 （COMIC快楽天BEAST 2012年11月号）
  - しようか？ （COMIC快楽天BEAST 2012年6月号）
  - LOVER'S CONCERTO （COMIC快楽天BEAST 2012年10月号）
  - 足元に甘え猫 （COMIC快楽天BEAST 2012年1月号）
  - スイーツスウェット （COMIC快楽天BEAST 2011年8月号）
  - Show Me!! （COMIC快楽天BEAST 2012年8月号）
  - せくしゃるパニッシュメント！ （COMIC快楽天BEAST 2012年12月号）
  - 緋薔薇にくちづけを （COMIC快楽天BEAST 2011年11月号）
  - 隣に陽だまり （COMIC快楽天BEAST 2012年5月号）
  - 気ままなフリーガール （COMIC快楽天BEAST 2012年4月号）
  - Love Me Tender （COMIC快楽天BEAST 2011年12月号）
  - 風を待つコスモス （COMIC快楽天BEAST 2012年7月号）
  - スタンド・バイ・ミー （COMIC快楽天BEAST 2011年6月号）
  - 星空の下の距離 （COMIC快楽天BEAST 2011年3月号）
2. 『きらきら』[3] 2014年11月28日発売[4]、ワニマガジン社〈ワニマガジンコミックススペシャル〉、ISBN 978-4-86269-341-9
  - Happy End? （COMIC快楽天BEAST 2014年1月号）
  - tiny heart （COMIC快楽天BEAST 2013年7月号）
  - きらきら （COMIC快楽天BEAST 2013年12月号）
  - SUMMER DAYS （COMIC快楽天BEAST 2014年8月号）
  - 裸のままで （COMIC快楽天BEAST 2013年11月号）
  - さてぃすふぁくしょん （COMIC快楽天BEAST 2013年8月号）
  - リリス （COMIC快楽天BEAST 2013年5月号）
  - 黒の華 （COMIC快楽天BEAST 2014年3月号）
  - しすたぁずタイフ～ン （COMIC快楽天BEAST 2013年10月号）
  - 二人の夜 （COMIC快楽天BEAST 2013年2月号）
  - 恋さかり （COMIC快楽天BEAST 2013年4月号）
  - 花より映えて （COMIC快楽天BEAST 2014年5月号）
  - シンシアリーアフェクション （COMIC HOTMILK 2012年3月号）
  - しすたぁずタイフ～ン＋ （描き下ろし）
3. 『キャンディドロップ』[5] 2016年8月31日発売[6]、ワニマガジン社〈ワニマガジンコミックススペシャル〉、ISBN 978-4-86269-445-4
  - ひとよだけ （COMIC快楽天 2016年5月号）
  - 宙に浮いたままの気持ち （COMIC快楽天XTC VOL.6）
  - 宙に浮いたままのココロ （COMIC X-EROS #43）
  - Ticket to ride （COMIC快楽天 2015年4月号）
  - フライデーナイトフィーバー （COMIC快楽天 2016年6月号）
  - まくあいげき （COMIC快楽天 2015年11月号）
  - ふゆのけもの （COMIC快楽天 2015年2月号）
  - 執事とお嬢さまのラブコメディ （COMIC快楽天 2016年2月号）
  - My little flower （COMIC快楽天 2015年5月号）
  - いいことしよっ （COMIC快楽天 2015年8月号）
  - 今宵咲く花 （COMIC快楽天 2015年9月号）
  - CANDY DROP （COMIC快楽天XTC VOL.5）
4. 『温かくて柔らかくて』 2018年8月10日発売[7]、ワニマガジン社〈ワニマガジンコミックススペシャル〉、ISBN 978-4-86269-576-5
  - 白詰草の恋文 （COMIC快楽天 2016年12月号）
  - STAY GOLD （COMIC快楽天 2016年11月号）
  - Look at me！ （COMIC快楽天 2018年2月号）
  - デイドリーム （COMIC快楽天 2017年9月号）
  - メヌネット （COMIC快楽天 2017年5月号）
  - プレイバック （COMIC快楽天 2017年4月号）
  - diss （COMIC X-EROS #50）
  - ほっとマシュマロ （COMIC快楽天 2017年2月号）
  - hug!! （COMIC快楽天 2017年6月号）
  - I want to tell you！ （COMIC快楽天 2017年11月号）
  - Baby☆Baby （COMIC快楽天 2018年5月号）
  - ふたりのへや （COMIC快楽天 2018年8月号）
5. 『ショコラ』 2020年4月30日発売[8]、ワニマガジン社〈ワニマガジンコミックススペシャル〉、ISBN 978-4-86269-705-9
  - 密会 （COMIC快楽天 2018年10月号）
  - ショコラ （COMIC快楽天 2019年4月号）
  - ハーモニアス （COMIC快楽天 2019年12月号）
  - 抱きしめたいっ （COMIC快楽天 2020年2月号）
  - Happily ever after… （COMIC快楽天 2020年12月号）
  - 1st Love （COMIC X-EROS #55）
  - 2nd Lip （COMIC X-EROS #63）
  - 3rd Lesson （COMIC X-EROS #74）
  - Soar!! （COMIC快楽天 2019年10月号）
  - エチュード （COMIC快楽天 2018年12月号）
  - Waste… （COMIC快楽天 2019年8月号）
  - ラズベリー （COMIC快楽天 2019年6月号）
6. 『OVER!!』 2022年4月28日発売[9]、ワニマガジン社〈ワニマガジンコミックススペシャル〉、ISBN 978-4-86269-839-1
  - chocolat de doux （COMIC快楽天 2020年6月号）
  - Over （COMIC快楽天 2021年4月号）
  - かわいいひと （COMIC快楽天 2022年3月号）
  - look like （COMIC快楽天 2020年12月号）
  - Well come！ （COMIC快楽天 2021年2月号）
  - Prepayment （COMIC快楽天 2022年2月号）
  - 大上さんちの日未子さん （COMIC快楽天 2021年6月号）
  - Allegro moderato （COMIC快楽天 2021年8月号）
  - Take care of myself （COMIC快楽天 2021年10月号）
  - straying （COMIC快楽天 2021年11月号）
  - アヴェンジャー＜前編＞ （COMIC快楽天 2020年8月号）
  - アヴェンジャー＜後編＞ （COMIC快楽天 2020年10月号）

一般向け
- 『世界征服～純潔のホワイトライト～』 2014年11月27日発売[10]、原作：hunting cap brothers / 協力：OKSG（TYPE-MOON）、一迅社〈IDコミックス REXコミックス〉、ISBN 978-4-75806-480-4

### 挿絵
- 『隠れオタな彼女と、史上最高のラブコメをさがしませんか？』 2018年7月30日発売[11]、著：朱月十話、KADOKAWA〈ファミ通文庫〉、ISBN 978-4-04735-226-1